# Historia de la Civilización en Polonia
La Historia de la Civilización en Polonia (en polaco: Dzieje Cywilizacji w Polsce) es un ciclo de doce bosquejos acompañados por comentarios, que pintó el artista polaco Jan Matejko entre 1888 y 1889 que se exponen en el Castillo Real de Varsovia.
Matejko creó la serie junto a los comentarios que acompañan cada cuadro, en parte para justificar su nuevo título académico honoris causa, Ph.D. de la Universidad Jaguelónica. Mucha de la imaginería de la serie se inspiró en las clases del historiador Józef Szujski, a quien Matejko asistió entre 1877 y 1878, o leyó impresas posteriormente.
La serie se compone de las siguientes pinturas:
| N.º | Título | Imagen |
| --- | --- | ------ |
| 1.  | La llegada del Cristianismo Zaprowadzenie chrześcijaństwa |        |
| 2.  | La coronación del primer rey Koronacja pierwszego króla |        |
| 3.  | La adopción de los judíos Przyjęcie Żydów |        |
| 4.  | El primer Sejm de Łęczyca - Escribiendo las leyes - Poniendo fin a los robos W Łęczycy pierwszy sejm - Spisanie praw - Ukrócenie rozbojów                                    |        |
| 5.  | Legnicka - Renacimiento Klęska Legnicka - Odrodzenie |        |
| 6.  | Reocupación del rus - Salud y educación Powtórne zajęcie Rusi - Bogactwo i oświata                                                                                           |        |
| 7.  | Establecimiento de la Escuela Central trasladada del sitio de Cracovia Założenie Szkoły Głównej przeniesieniem do Krakowa ugruntowane                                        |        |
| 8.  | El bautizo de Lituania Chrzest Litwy |        |
| 9.  | Influencia de la universidad en el país en el siglo XV - Nuevas tendencias - Hussitismo y Humanismo Wpływ Uniwersytetu na kraj w wieku XV - Nowe prądy - Husytyzm i Humanizm |        |
| 10. | Era dorada de la literatura en el siglo XVI - Reforma - Las ventajas del catolicismo Złoty wiek literatury w XVI wieku - Reformacja - Przewaga katolicyzmu                   |        |
| 11. | Poder de la república del cenit - Libertad dorada - Elecciones Potęga Rzeczypospolitej u zenitu - Złota wolność - Elekcja                                                    |        |
| 12. | Constitución del 3 de mayo - Sejm de cuatro años - Comisión educacional Konstytucja 3 maja - Sejm Czteroletni - Komisja Edukacyjna                                           |        |

Otra pintura, no basada en el último cuadro de la serie, La adopción de la constitución del 3 de mayo, se terminó en 1891.